# Belgenland
Le Belgenland est un paquebot construit sous le nom de Belgic en 1914 dans les chantiers navals Harland & Wolff de Belfast. Tout d'abord utilisé par la White Star Line comme cargo et transport de troupes durant la Première Guerre mondiale, il subit ensuite une large refonte et devient le vaisseau-amiral de la Red Star Line sous le nom de Belgenland (c'est le deuxième paquebot de la compagnie portant ce nom). Après douze ans de service pour la compagnie, il est cédé à la Panama Pacific Line qui le renomme Columbia mais ne parvient pas à le rentabiliser. L'année suivante, en 1936, le paquebot est envoyé à la casse.

## Histoire

### Construction et transport de troupes
Lancé le 31 décembre 1914, le Belgic devait à l'origine s'appeler Ceric, mais son nom est modifié lors du déclenchement de la Première Guerre mondiale. Requis pour participer à l'effort de guerre, le paquebot est achevé à la hâte, ne portant que deux cheminées et sa superstructure ne s'élevant que d'un pont. Commissionné le 21 juin 1917, le navire est tout d'abord utilisé comme cargo, puis reçoit en 1918 les aménagements nécessaires à l'accueil de 3 000 soldats. Son tonnage est alors de 24 547 tonneaux de jauge brute.

### Conversion en paquebot de luxe
Le navire poursuit son service de transport de troupes jusqu'en avril 1921, date à laquelle il est stationné à Liverpool. Aucune cale sèche n'est alors libre pour lui faire subir une refonte. Finalement, une cale se libère dans les chantiers Harland & Wolff et le navire est remorqué jusqu'à Belfast où la refonte débute. Il est ensuite cédé à la Red Star Line (qui appartient, tout comme la White Star Line, à l'International Mercantile Marine Company) et est renommé Belgenland. C'est le second navire de la compagnie à porter ce nom. Sa superstructure est rehaussée pour atteindre quatre ponts, et le navire reçoit une troisième cheminée.
Avec un tonnage de 27 000 tonneaux, il est le navire le plus imposant de la compagnie. C'est également le plus luxueux. Le navire reste en service pendant une décennie, faisant parfois des croisières. Le 4 décembre 1924, il entame une croisière de 133 jours autour du monde (l'une des plus longues effectuées par un paquebot de l'époque), étant annoncé comme « le plus grand navire faisant le tour du Globe ».
Un de ses passagers les plus célèbres est Albert Einstein, qui l'emprunte en 1933 pour rentrer en Allemagne. Ayant appris qu'Adolf Hitler venait de devenir Chancelier d'Allemagne, il débarque à Anvers et retourne aux États-Unis à bord du Westernland (un autre navire de la compagnie). Il ne revint plus jamais dans son pays d'origine. Dans les années 1920, Violet Constance Jessop, survivante des naufrages du Titanic et de son jumeau le Britannic sert à bord du Belgenland pour deux croisières autour du monde.

### La Grande Dépression et fin de carrière
La Grande Dépression touche durement le Belgenland. Laissé à quai pendant l'hiver 1932 - 1933, il ne fait que trois voyages l'été suivant, et ce sont des croisières en Méditerranée. En effet, les millionnaires qui participaient à ses croisières longues et coûteuses n'ont plus les moyens de le faire. Il est à nouveau stationné dans le port de Londres. Le navire est racheté par l'Atlantic Transport Company en janvier 1935 et renommé Columbia. Il sert alors pour l'une des sous compagnies de cette dernière : la Panama Pacific Line et est placé sur la route New York—Californie via le Canal de Panama. C'est un échec et les tentatives pour le faire naviguer entre New York et les Indes Orientales le sont également. Sa taille étant trop importante pour le rentabiliser, il est mis à quai, cette fois-ci définitivement. Le 22 avril 1936, il part pour le Royaume-Uni, et sa démolition débute le 4 mai.